# Oldsmobile Toronado
 (décembre 2024).
Si vous disposez d'ouvrages ou d'articles de référence ou si vous connaissez des sites web de qualité traitant du thème abordé ici, merci de compléter l'article en donnant les références utiles à sa vérifiabilité et en les liant à la section « Notes et références ».
 (décembre 2024).
L'Oldsmobile Toronado est un modèle de voiture du constructeur automobile américain General Motors et de sa marque Oldsmobile. Sortie en 1966, elle a été produite, en plusieurs générations, jusqu'en 1992.
La Toronado est considérée comme la première voiture à traction de série produite avec succès par GM.

## Histoire

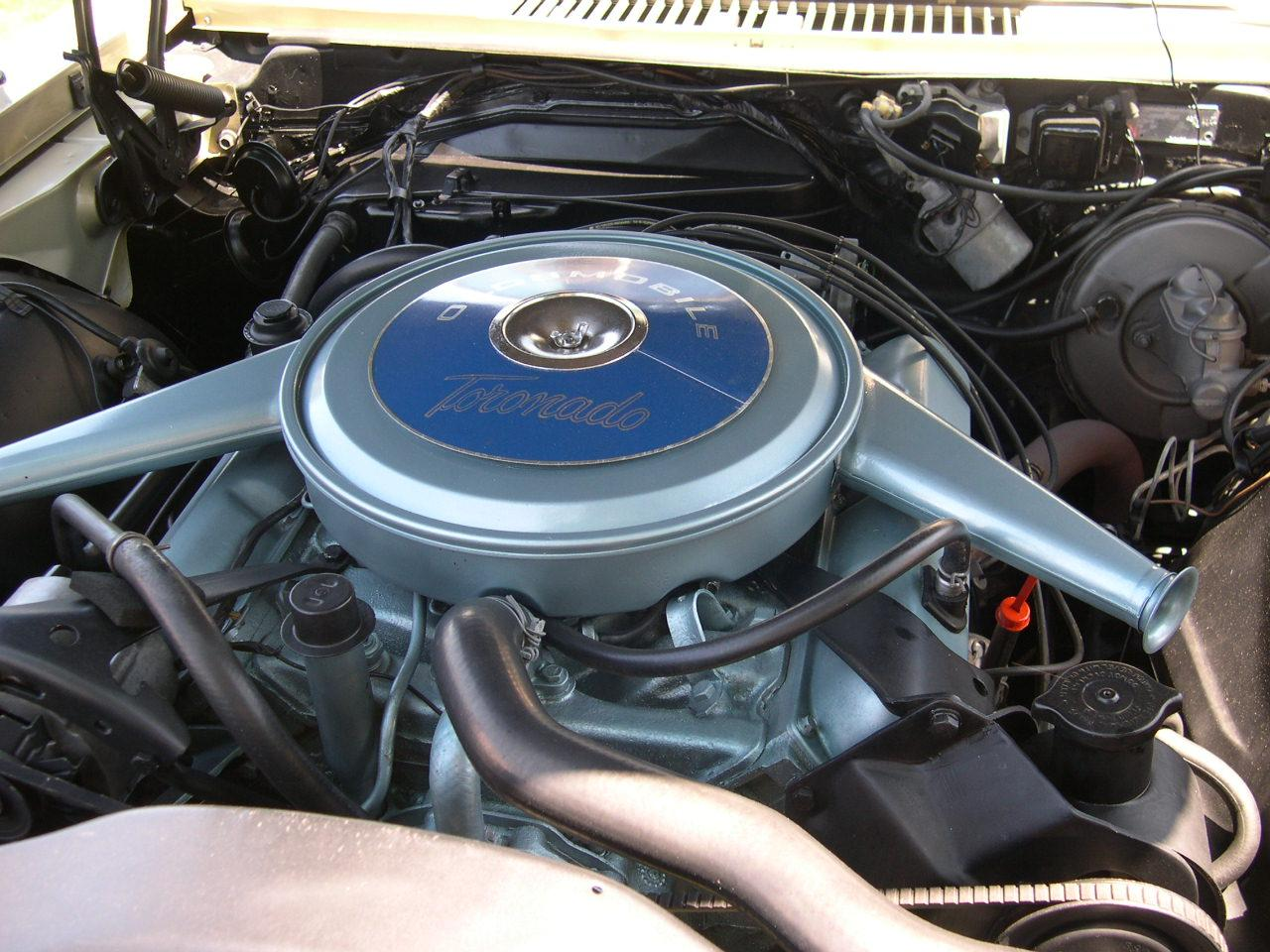
Moteur du modèle 1967.

Pour concurrencer le marché des voitures luxueuses comme la Cadillac Eldorado, la Buick Riviera ou la Ford Thunderbird, Oldsmobile crée en 1966 la Toronado.

### Première génération
La Toronado est la grande nouveauté Oldsmobile pour 1966, c'est la première traction de grande série produite par la GM. Les ingénieurs d'Oldsmobile travaillaient sur la traction depuis 1959. Ils pensaient l'inaugurer sur la compact F-85, mais à cause de la légèreté du moteur en aluminium et des problèmes de répartition des masses, ils décident d'appliquer la traction à un modèle plus gros.
Le gros moteur V8 de 6 964 cm3 (425 ci) développant 385 ch (SAE) est accouplé à une boîte de vitesses Hydramatic placée à côté de lui, à l'avant du châssis séparé, par l'intermédiaire d'une chaîne. Le même système est appliqué en 1967 à la Cadillac Eldorado, qui partage avec la Toronado ses soubassements et sa cellule. La première Toronado possède un style inspiré des fameuses Cord 810/812 des années 1930.
La Toronado 66 est produite à raison de 6 333 coupés et 34 630 coupés Deluxe, vendus aux prix de 4 617 et 4 812 dollars respectivement.
Le modèle 77 comprend une innovation technologique, l'intégration d'un boîtier électronique pour contrôler de manière plus fine les bougies d'allumage. Les 77 sont 300kg plus légères que les modèles précédents, et 30cm plus courtes.
En 1989, GM annonce l'équipement par défaut sur les Toronados d'airbags et ceintures automatiques d'ici à 1993. GM a définitivement retiré la marque Oldsmobile du marché en 2000.

## Modèles

### Première génération (1966-1970)
| Photo                             | Année | Moteur                                  | Puissance au frein (bhp) | Newton mètre (nm) | Vitesses      | poids (kg) |
| --------------------------------- | ----- | --------------------------------------- | ------------------------ | ----------------- | ------------- | ---------- |
|                                   | 1966  | 7.0L Oldsmobile Rocket 425 V8 (6.964cc) | 385                      | 644               | 3 automatique | 1946       |
|                                   | 1968  | 7.5L Oldsmobile 455 V8 (7.457cc)        | 375                      | 692               | 3 automatique | 1989       |
| 7.5L Oldsmobile W-34 V8 (7.457cc) | 1968  | 400                                     | 678                      | 3 automatique     | 1989          |            |
|                                   | 1970  | 7.5L Oldsmobile W-34 V8 (7.457cc)       | 400                      | 678               | 3 automatique | 2039       |

### Deuxième génération (1971-1978)
| Photo | Année | Moteur                           | Puissance au frein (bhp) | Newton mètre (nm) | Vitesses      | poids (kg) |
| ----- | ----- | -------------------------------- | ------------------------ | ----------------- | ------------- | ---------- |
|       | 1971  | 7.5L Oldsmobile 455 V8 (7.456cc) | 350                      | 631               | 3 automatique | 2118       |
|       | 1975  | 6.6L Oldsmobile L80 V8 (6.598cc) | 190                      | 475               | 3 automatique | 2190       |
|       | 1977  | 7.4l Oldsmobile 454 V8 (7.447cc) | 265                      | 508               | 3 automatique | 2230       |

### Troisième génération (1979-1985)
| Photo | Année | Moteur                              | Puissance au frein (bhp) | Newton mètre (nm) | Vitesses      | poids (kg) |
| ----- | ----- | ----------------------------------- | ------------------------ | ----------------- | ------------- | ---------- |
|       | 1979  | 5.7L Oldsmobile 350-V8 V8 (5.737cc) | 165                      | 373               | 3 automatique | 1605       |

### Quatrième génération (1986-1992)
| Photo | Année | Moteur                  | Puissance au frein (bhp) | Newton mètre (nm) | Vitesses      | poids (kg) |
| ----- | ----- | ----------------------- | ------------------------ | ----------------- | ------------- | ---------- |
|       | 1986  | 3.8L Buick 231 c. i. V6 | 165                      | 271               | 4 automatique | 1496       |
|       | 1988  |                         |                          |                   |               |            |
|       | 1992  | 3.8L Buick 3800 V6      | 170                      | 298               | 4 automatique | 1600       |

## Autres modèles
La Panthermobile a été conçue avec un châssis de Toronado.